# Banco Central de Venezuela
Die Banco Central de Venezuela (BCV) ist die Zentralbank von Venezuela mit Sitz in Caracas. Es unterhält einen festen Wechselkurs für den venezolanischen Bolívar seit 1996.

## Geschichte
Der Präsident Venezuelas Eleazar López Contreras ernennt 1937 eine Kommission, die von seinem späteren Entwicklungsminister Manuel Egaña geleitet wird, um die Funktionsweise und Regulierung der Zentralbanken in Nord- und Südamerika zu untersuchen. Diese Kommission hat eine Gesetzesvorlage vorgelegt, die am 8. September 1939 vom Kongress Venezuelas endgültig genehmigt wurde. Dieses Gesetz genehmigte die Gründung der Zentralbank von Venezuela. Die Banco Central de Venezuela nahm ihre Tätigkeit am 15. Oktober 1940 auf.
Seit ihrer Gründung erhielt die BCV ein klares Mandat zur Kontrolle der Geldpolitik der Nation, indem sie die Geschäfte einer Handvoll Privatbanken zentralisierte, die früher die venezolanische Währung, den Bolivar, prägten. Fast 50 Jahre lang konnte der BCV eine bemerkenswert starke Währung halten, wobei die Inflationsraten in diesem Zeitraum bei 2 bis 3 % lagen. Seit der Ölschwemme in den 1980er Jahren und der ersten gravierenden Abwertung der Währung im Jahr 1983 (in Venezuela als „Viernes Negro“ bekannt) leidet der Bolivar jedoch unter chronischer Instabilität, Misstrauen und sinkendem Wert.
Laut der Verfassung Venezuelas von 1999 ist die Bank eine politisch unabhängige juristische Person, die autonom handelt. Tatsächlich wurde die Unabhängigkeit während der Amtszeit von Hugo Chavez und seinem Nachfolger Nicolas Maduro zunehmend eingeschränkt, um unbeschränkt Geld für Sozialprogramme mithilfe der Zentralbank kreieren zu können. Diese Politik hat ab ca. 2017 eine Hyperinflation im Land ausgelöst. Die Bank, die einer strengen Kontrolle durch die Exekutive der venezolanischen Regierung unterliegt, hat ab 2017 auch die Veröffentlichung von Kennzahlen wie dem Konsumentenpreisindex und des Bruttoinlandsprodukts eingestellt.
Am 20. August 2018 wurde aufgrund der Geldentwertung eine Währungsreform durchgeführt. Der alte Bolívar fuerte wurde im Verhältnis 100.000 zu 1 gegen den Bolívar soberano eingetauscht und so fünf Nullen aus der Währung gestrichen.
Im April 2019 haben die Vereinigten Staaten Sanktionen gegen die Banco Central de Venezuela erlassen, um laut US-Finanzminister Steven Mnuchin „zu verhindern, dass sie als Instrument des illegitimen Maduro-Regimes eingesetzt wird“.